# 鎌倉十三仏霊場
鎌倉十三仏霊場（かまくら じゅうさんぶつ れいじょう）は、神奈川県鎌倉市の寺院で構成されている十三仏の霊場。2023年5月15日より第四番札所が寿福寺から報国寺に、第八番札所が報国寺から禅居院に変更された。

## 霊場一覧
| 札所番号 | 寺号           | 霊場本尊     | 宗派           | 所在地       |
| -------- | -------------- | ------------ | -------------- | ------------ |
| 第一番   | 明王院         | 不動明王     | 真言宗御室派   | 鎌倉市十二所 |
| 第二番   | 浄妙寺         | 釈迦如来     | 臨済宗建長寺派 | 鎌倉市浄明寺 |
| 第三番   | 本覚寺         | 文殊菩薩     | 日蓮宗         | 鎌倉市小町   |
| 第四番   | 報国寺         | 普賢菩薩     | 臨済宗建長寺派 | 鎌倉市浄明寺 |
| 第五番   | 円応寺         | 地蔵菩薩     | 臨済宗建長寺派 | 鎌倉市山ノ内 |
| 第六番   | 浄智寺         | 弥勒菩薩     | 臨済宗円覚寺派 | 鎌倉市山ノ内 |
| 第七番   | 海蔵寺         | 薬師如来     | 臨済宗建長寺派 | 鎌倉市扇ガ谷 |
| 第八番   | 禅居院         | 聖観世音菩薩 | 臨済宗建長寺派 | 鎌倉市山ノ内 |
| 第九番   | 浄光明寺       | 勢至菩薩     | 真言宗泉涌寺派 | 鎌倉市扇ガ谷 |
| 第十番   | 来迎寺         | 阿弥陀如来   | 時宗           | 鎌倉市西御門 |
| 第十一番 | 覚園寺         | 阿閦如来     | 真言宗泉涌寺派 | 鎌倉市二階堂 |
| 第十二番 | 極楽寺         | 大日如来     | 真言律宗       | 鎌倉市極楽寺 |
| 第十三番 | 星井寺虚空蔵堂 | 虚空蔵菩薩   | 真言宗大覚寺派 | 鎌倉市坂ノ下 |